# Xã Plum, Quận Venango, Pennsylvania
Xã Plum (tiếng Anh: Plum Township) là một xã thuộc quận Venango, tiểu bang Pennsylvania, Hoa Kỳ. Năm 2010, dân số của xã này là 1.056 người.